# Archibald Campbell (4e comte d'Argyll)
Pour les articles homonymes, voir Archibald Campbell et Campbell.
Gillespie Roy Archibald Campbell (vers 1507-1558), 4e comte d'Argyll, fut un noble et un homme politique écossais.
Fils aîné de Colin Campbell, troisième comte d'Argyll et de Jean Gordon, fille d'Alexander Gordon, troisième comte d'Huntly, il est suspecté (par roi Jacques V et son Conseil privé) d'avoir causé des troubles dans les Hébrides. Il est conduit devant le roi et bientôt emprisonné (il a été libéré et a regagné toutes ses charges après la mort de Jacques V). Il a été marié deux fois.